# Joanna Macy
Joanna Rogers Macy, född 2 maj 1929 i Los Angeles, Kalifornien (men uppväxt i New York), död 19 juli 2025 i Berkeley, Kalifornien, var en amerikansk miljöaktivist, författare, buddhist, systemteoretiker och djupekolog. Hon hade en doktorsexamen i religionsvetenskap (1978) från Syracuse University.

## Källa
1. 1 2  Joseph Kahn (red.), Joanna Macy, Who Found a Way to Transcend ‘Eco-Anxiety,’ Dies at 96, The New York Times (på engelska), The New York Times Company och Arthur Gregg Sulzberger, 23 juli 2025, no value: 0362-43310362-4331, 1553-8095 och 1542-667X, läs online, läst: 24 juli 2025 .[källa från Wikidata]
2. ↑  Ecodharma Leader Joanna Macy Has Died (på engelska), 20 juli 2025, läs online, läst: 23 juli 2025.[källa från Wikidata]
3. ↑  https://www.joannamacy.net/biography (engelska)
4. ↑  ”Ecodharma Leader and Activist Joanna Macy Has Died”. tricycle.org. 20 juli 2025. https://tricycle.org/article/remembering-joanna-macy/. Läst 20 juli 2025.